# Професионална гимназия по електротехника и електроника „М. В. Ломоносов“
Вижте пояснителната страница за други значения на Ломоносов.
Професионална гимназия по електротехника и електроника „Михайло Василиевич Ломоносов“ (ПГЕЕ „М. В. Ломоносов“) е техническа гимназия в Горна Оряховица и едно от най-големите професионални училища в Северна България. Техникумът е третият цялостен в страната след гимназиите в Радомир и София.

## История
Техническото училище поставя началото си през 1959 г. След решение на Министерството на просветата и Община Горна Оряховица, Втора смесена гимназия в града се превръща в Техникум по електротехника. Гимназията е първата със своята професионална насоченост в града и региона. Първоначално учебните занятия са се провеждали в сградата на СОУ „Г. Измирлиев“.
Първата учебна година започва на 15 септември 1959 г., като екипът от преподаватели и съставен от преподаватели по хуманитарни и естествени науки и преподаватели инженери в области на електротехниката, съобщителната техниката, енергетиката и други технически области. През първите учебни години паралелките са 6. Формите на обучение са редовно, задочно и вечерно. Първите профили в техникума са: слаботокова и електронна промишленост, силнотокова промишленост и електрообзавеждане, електрически централи и мрежи.

### Техникум по електротехника „Михайло Василиевич Ломоносов“
Основател и първи директор на техникума е инж. Марко Илиев Генчев – силнотоков специалист.
Първите преподаватели в училището са: Димка Григорова – история, Вангели Пенчева – физика, Йордан Йорданов – български език и литература, Александър Йорданов, Петър Русков, Янко Добрев – техническо чертане и практика, Костадин Даракчиев, Коста Аврамов, Вангел Василев, Николай Бейски – математика, Райчо Реав – химия, Цветанка Гугова – икономика на промишлеността, Иван Николков – техническа механика. През 1960 започва проектирането и грубият строеж на сградата на електротехникума. Архитект Трифон Тунев изготвя план за сградата. Избран е терен, на който се е помещавал стадион „Юнак“. До 1965 г. са построени всички корпуси от сградата. През следващите години са издигнати и спортен комплекс и парк към двора на електротехникума. Преподавателят по български език – Йордан Йорданов създава първия марш на гимназията. През периода на социализма, задължително се провеждат часове по Военно патриотично обучение в поделение 90050.
През 1962 г. за патрон на гимназията е избран Михаил Ломоносов. Същата година официално е открита сградата на техникума. През учебната 1962/63 за официално наименование на училището е избрано името Техникум по електротехника „Михайло Василиевич Ломоносов“ (ТЕТ „М. В. Ломоносов“). През следващата учебна година с тържествени културни тържества и спортни изяви е отбелязан първият официален празник на гимназията. В края на 60-те години на 20 век техникумът си сътрудничи с Техникума по измервания в Одеса. През учебната 1968/69 се взема решение за създаване на училищен завод. Няколко пъти в годината се провеждат „Вечери на таланта“. Преподаватели са: Янко Добрев, Христо Досев, М. Михайлов, Румен Попов, Н. Бейски (математика), Иван Николов и С. Колева.
Тридесет ентусиасти от техникума през 1973 основават клуб „ЛИК“. Към него са сформирани секциите: „Театър“, „Музика“, „Култура и кино“ и „Литература“.
През 1971 г. е завършен новият Северен корпус на техникума, където започват да се помещават занятия и лабораторни упражнения по дисциплини като Радио и телевизионна техника, Електротехника и Електроенергетика. Освен тези нововъведения в корпуса е построен и нов киносалон с 500 места. Учебната 1973/74 остава в историята на техникума с това, че е открита първата самостоятелна изложба по техническо и научно творчество в учебното заведение с над 50 творби. От създаването на техникума в него се обучават специалисти както от Великотърновски окръг, така и от цяла Северна България, а по специалността „Изчислителна техника“ – задочно и от цялата страна. Общо се обучават 1366 ученици – 774 редовно обучение, 179 над средно, 126 вечерно, 287 задочно. През учебната 1975/76 ученици и преподаватели отбелязват 100-годишнината от Априлското въстание с различни възпоменателни мероприятия и експедиционен отряд по стъпките на Априлци.
Преподаватели и възпитаници на техникума произвеждат третия регистриран електронен часовник в България. Това се случва през 1977 г. Часовникът е монтиран върху новопостроената сграда на Община Горна Оряховица.
През социалистическия период в техникума е издаван вестник „Култура“, по-късно преименуван на „Искра“.
Техникумът по електротехника има и своя производствена дейност в ученическия завод. Бъдещите техници произвеждаха електрически двигатели, радио и телевизионни антени, индукционни поялници, импулсни трансформатори, устройства за изключване на осветление, ниво регулатори за помпените станции на ВиК, пултове са управление на автоматизираните складове на комбината за складова техника и други.
През 1979 година се чества двадесетгодишнината от създаването на техникума. Създават се връзки с техникуми в градовете в Полтава и Краков. Разширява се дейността в клуба за ТНТМ „Фотон“.
През 1985 г. в техникума се открива първата компютърна зала, оборудвана от инж. Нина Константинова и техникът Пламен Георгиев. Започва обучение по начална компютърна грамотност и английски език. Създадени са програми и „Образец 1“ (щатното разписание на училището) се изработва на компютър.
През 1995 се провежда кръгла маса на тема „Екология и космос“, на която специални гости са акад. Димитър Мишев, вторият български космонавт Александър Александров и проф. Кехайов.

### Професионална гимназия по електротехника и електроника „Михайло Василиевич Ломоносов“
В началото на 2000 година в българското образование започват промени в различни аспекти. Взима се решение от Министерския съвет във връзка със Закона за народната просвета за промяна на имената на средни специализирани училища в страната. Вследствие от този закон ТЕТ „В. М. Ломоносов“ променя името си на Професионална гимназия по електротехника и електроника „Михайло Василиевич Ломоносов“.
В следващите години професионалната гимназия е домакин на различни технически и математически състезания, в частност Коледно и Великденско математическо състезание. През 2001 г. в гимназията се провеждат вечери на чуждите езици. По време на тези събития се представят различни литературни произведения и влиянието на чуждоезиковото знание в техническите области. През следващите години в гимназията се провеждат редица събития свързани с представянето на различни литературни творби, също така и собствени произведения, съчинения и есета дело на възпитаниците на училището. Откриват се нови профили в областта на програмирането, софтуерните технологии, комуникационните и компютърните технологии.
Създава се театрално студио „Театър 220“ като културно-институционална организация.
През 2006 година към новогодишната програма е включена и програмата „Шоуто на Жичка и Електричка“. През тази учебна година ученици от гимназията са включени в Първи регионален празник на Младежките театри „Малкият принц“, с. Самоводене, ръководител Рена Дранкюлева. Възпитаниците на гимназията 50 години след основаването наброяват 10 000.

## Директори на гимназията
- инж. Марко Генчев (1959 – 1973)
- инж. Димитър Ковачев (1973 – 1984)
- инж. Константин Константинов (1984 – 1989) - възпитаник на ТЕТ „М. В. Ломоносов“.
- инж. Кина Маркова (1989 – 1998) - възпитаничка на ТЕТ „М. В. Ломоносов“.
- инж. Димитър Йонов (1998 – 2009) - възпитаник на ТЕТ „М. В. Ломоносов“.
- Кина Котларска (2010)
- инж. Филип Филипов (2010 – 2016)
- инж. Милена Димитрова (2016-) - възпитаничка на ТЕТ „М. В. Ломоносов“.

## Специалности
- Компютърна техника и технологии
- Системно програмиране
- Възобновяеми енергийни източници
- Компютърни мрежи
- Телекомуникационни системи
- Електроенергетика
- Електрически инсталации
- Електрически машини и апарати (до 1998)
- Радио и телевизионна техника (до 1995)
- Електронна изчислителна техника (до 1998)
- Електрически мрежи и централи (до 2002)
- Промишлена електроника (до 1998)
- Съобщителна техника (до 2001)

## Възпитаници на гимназията
- Георги Мотев – български офицер
- проф. д-р Румен Арнаудов - декан в ТУ София
- полковник инженер Иван Стоянов – заместник-началник на НВУ „Васил Левски“ (Национален военен университет), Велико Търново
- Велизар Димов – ръководител на екип, част от концерн в областта на автомобилната електроника
- Стефан Терзиев – професор във Варненския свободен университет, декан на Архитектурния факултет
- Маринела Йорданова – декан на Електротехническия факултет, преподавател в Техническия университет – Варна
- Лъчезар Личев – професор в Технически Университет Острава, Чехия
- Добромир Добрев – кмет на Горна Оряховица
- Лора Владова – певица
- Нора Караиванова – певица
- Найден Костов — съосновател на уеб портала www.raiseyourbrain.com
- Димитър Вълчев — съосновател на уеб портала www.raiseyourbrain.com
- Богомил Владев Бонев – Боги – български поп певец
- Павел Петров – бизнесмен в сферата на пощенските услуги
- Светла Златева – състезателка по лека атлетика
- проф. Марин Маринов – ректор на Европейски политехнически университет

## Спортни успехи
ПГЕЕ „М. В. Ломоносов“ е награден с орден „Народна просвета“ през 1976 година, поради постигнати успехи в областта на спорта. Техникумът е награден с кристалната купа заради първото място в спортно-техническите области през 1972/73 и 1973/74.
- 1988 отборът по лека атлетика печели Републиканско първенство.
- Отборът по хандбал става републикански шампион.
- 1989 отборът по тенис на маса става републикански шампион
- 1996 – републикански шампион по баскетбол (девойки)
- 2017 – републикански шампион по хандбал

## Библиотека
Библиотеката на училището наброява над 35 000 тома литература.

## Признания
- Техникум по електротехника „М. В. Ломоносов“ е член на ЮНЕСКО от 1982
- В ПГЕЕ „М. В. Ломоносов“ се създава първият кариерен център в страната
- Орден „Кирил и Методий“ – трета степен
- Член на Организацията на обединените училища към ООН